# Bryce Jordan Center
 (mars 2025).
Le Bryce Jordan Center (surnommé The Big Joint) est une salle omnisports située sur le campus de l'Université d'État de Pennsylvanie à University Park en Pennsylvanie.
C'est le domicile des équipes masculine et féminine de basket-ball de l'université (Penn State Nittany Lions). Le Bryce Jordan Center a une capacité de 15 261 places.

## Histoire
Le 20 février 2013, en l'honneur du retour Bon Jovi le Bryce Jordan Center est baptisé le Bon Jovi Centre.

## Galerie

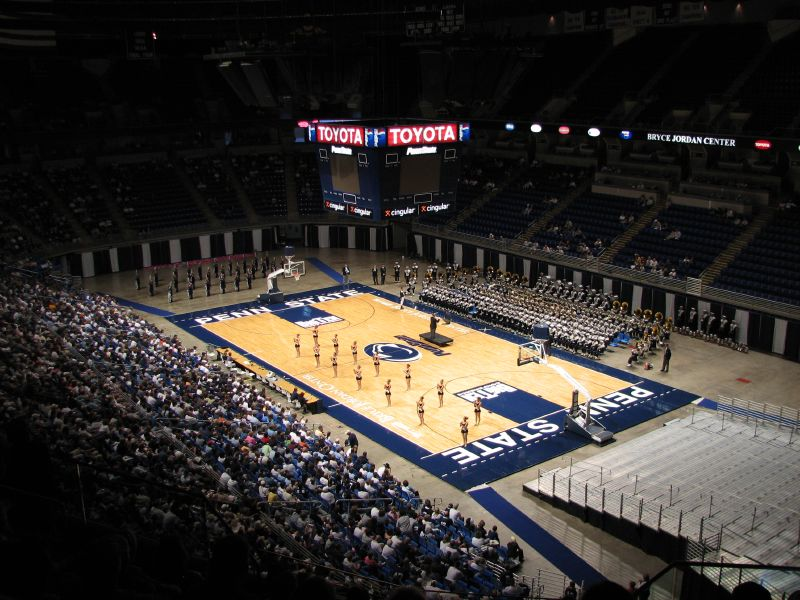

## Annexe